# 劉思忠
劉思忠（16世紀—17世紀），號锦源，四川成都府内江縣人，明朝政治人物。

## 生平
劉思忠是萬曆二十二年（1594年）的舉人，二十六年（1598年）成戊戌科進士，都察院觀政，本年改任松江府儒學教授，二十八年（1600年）升任國子監助教，有文雅聲譽。二十九年告病，三十三年行取户部主事。

## 引用
1. ↑  《萬曆二十六年戊戌科進士履历》：劉思忠，锦源，書一房，癸酉二月十八日生。内江人，甲午五十六名，会一百二十三名，三甲五十二名。都察院政，戊戌改松江府授，庚子升國子監助教，辛丑告病，乙巳行取户部主事。曾祖养蒙，庠生。祖口口。父永茂，庠生。
2. ↑  同治《內江縣志·卷五·宦達》：國子助教劉思忠
3. ↑  同治《內江縣志·卷三·選舉》：進士……（萬曆）戊戌科 劉思忠 官助教，以文雅稱……舉人……（萬曆）甲午科……劉思忠 見甲科
4. ↑  《皇朝太學志·卷一百二·官師三》：明國子助教六百十二人……劉思忠（內江人。 二十八年。）